# Galafilm
Galafilm est une société de production canadienne, fondée et dirigée par Arnie Gelbart en 1990, à Montréal. Galafilm œuvre autant en fiction qu'en documentaire. Elle a produit plus de 450 heures pour la télé, le cinéma et les nouveaux médias. Ses productions ont reçu de nombreux prix sur les scènes nationale et internationale, dont un prestigieux Emmy Award en 2003.

## Histoire
Au début des années 1990, Galafilm coproduit La bravoure et le mépris (en), une série documentaire de trois épisodes de deux heures chacun sur les Canadiens dans la Deuxième Guerre mondiale. La série, écrite par Brian et Terrence McKenna et réalisée par Brian McKenna,  crée une forte controverse au Canada et en Grande-Bretagne, se rendant jusqu'au Sénat du Canada et devant les tribunaux. En 1992-1993, la série est récompensée par trois prix Gemini et deux prix Gémeaux,, dont ceux de meilleure réalisation d'un documentaire et meilleure série documentaire.  
Galafilm entre dans le XXIe siècle en s'illustrant avec un nouveau genre, celui de la série documentaire réalité, parfois appelée docu-feuilleton. Sa série École de danse connaît une grande popularité au Québec, mais le succès du genre à l'international se confirme lorsque la série Cirque du Soleil : Fire Within remporte un prestigieux Primetime Emmy Award en 2003, dans la catégorie Outstanding Non-fiction Program (Alternative). 

pour ainsi que le Prix Europa en 2004 du meilleur documentaire pour Les Origines du SIDA. Récemment les deux documentaires Marché Jean-Talon et L’Empire du sucre ont obtenu le prix de la meilleure série documentaire aux Gémeaux en 2004 et 2005, et le documentaire La Classe de madame Lise a été élu meilleur documentaire aux Jutra 2006.
Au cinéma, Galafilm a produit six longs métrages, dont Les Feluettes (Lilies), réalisé par John Greyson, gagnant de quatre Genies, et Le Papillon bleu (The Blue Butterfly) de Léa Pool, avec William Hurt, en 2004. 
Ces dernières années, Galafilm a produit des séries dramatiques pour la télévision, dont Tripping the Wire : A Stephen Tree Mystery gagnant du Gemini Awards du meilleur téléfilm en 2005 ou Agent of Influence, avec Christopher Plummer et Marina Orsini, téléfilm diffusé dans plus de 130 pays. 
Les productions Galafilm sont associées aux réseaux canadiens CBC, Radio-Canada, History Television, Discovery Canada et Channel 4, à Discovery Channel au Royaume-Uni, à HBO aux États-Unis, ainsi qu'à France 2 et La Cinquième en France.